# Клюшников, Андрей Иванович
Андрей Иванович Клюшников (настоящее имя Василий Суров, также известен под псевдонимом Нинин, 1892—1924) — российский революционер, один из руководителей Татарбунарского восстания. Его имя благодаря активной краеведческой деятельности было установлено в 1967 году.

## Биография
Родился в селе в Сапожковском уезде Рязанской губернии. Работал на Путиловском заводе в Санкт-Петербурге. Во время Первой мировой войны сражался на Румынском фронте. После неё примкнул к большевикам. Возглавил подпольный революционный комитет в оккупированной румынами Бессарабии, который начал Татарбунарское восстание. У села Галилешты произошёл последний бой восставших татарбунарцев, длившийся четыре часа, в котором погиб руководитель восстания Андрей Иванович Клюшников.